# NSWRL 1948
Die NSWRL 1948 war die 41. Saison der New South Wales Rugby League Premiership, der ersten australischen Rugby-League-Meisterschaft. Den ersten Tabellenplatz nach Ende der regulären Saison belegten die Western Suburbs Magpies. Diese gewannen im Finale 8:5 gegen die Balmain Tigers und gewannen damit die NSWRL zum dritten Mal.

## Tabelle
|      | Team                          | Spiele | Siege | Unent. | Ndlg. | Spiel- punkte | Diff. | Tabellen- punkte |
| ---- | ----------------------------- | ------ | ----- | ------ | ----- | ------------- | ----- | ---------------- |
| 01.  | Western Suburbs Magpies       | 18     | 16    | 0      | 2     | 322:189       | + 133 | 32               |
| 02.  | Newtown Jets                  | 18     | 13    | 0      | 5     | 386:248       | + 138 | 26               |
| 03.  | Balmain Tigers                | 18     | 12    | 2      | 4     | 287:222       | + 65  | 26               |
| 04.  | St. George Dragons            | 18     | 10    | 1      | 7     | 332:262       | + 70  | 21               |
| 05.  | Canterbury-Bankstown Bulldogs | 18     | 7     | 2      | 9     | 282:276       | + 6   | 16               |
| 06.  | Eastern Suburbs               | 18     | 7     | 2      | 9     | 225:248       | - 23  | 16               |
| 07.  | South Sydney Rabbitohs        | 18     | 7     | 1      | 10    | 265:302       | - 37  | 15               |
| 08.  | Parramatta Eels               | 18     | 5     | 1      | 12    | 237:346       | - 109 | 11               |
| 09.  | Manly-Warringah Sea Eagles    | 18     | 4     | 1      | 13    | 221:334       | - 113 | 9                |
| 010. | North Sydney Bears            | 18     | 3     | 2      | 13    | 191:321       | - 130 | 8                |

## Playoffs
Eigentlich hätte Balmain nach dem Sieg gegen St. George die NSWRL gewonnen. Da Western Suburbs aber als Gewinner der Minor Premiership das sogenannte „Right of Challenge“ besaß, fand eine Woche später das Grand Final zwischen Western Suburbs und Balmain statt.

### Ausscheidungs/Qualifikationsplayoffs
| 28. August 16:00 | Balmain Tigers | 8 : 7 | Western Suburbs Magpies | Sydney Cricket Ground, Sydney Zuschauer: 25.907 Schiedsrichter: George Bishop |
| 28. August 16:00 | (8:2) Bericht  |       |                         | Sydney Cricket Ground, Sydney Zuschauer: 25.907 Schiedsrichter: George Bishop |

| 4. September | St. George Dragons | 20 : 8 | Newtown Jets | Sydney Cricket Ground, Sydney Zuschauer: 31.310 Schiedsrichter: Jack O’Brien |
| 4. September | (10:6) Bericht     |        |              | Sydney Cricket Ground, Sydney Zuschauer: 31.310 Schiedsrichter: Jack O’Brien |

### Halbfinale
| 11. September | Balmain Tigers | 13 : 12 | St. George Dragons | Sydney Cricket Ground, Sydney Zuschauer: 37.404 Schiedsrichter: Jack O’Brien |
| 11. September | (3:2) Bericht  |         |                    | Sydney Cricket Ground, Sydney Zuschauer: 37.404 Schiedsrichter: Jack O’Brien |

### Grand Final
| 18. September | Western Suburbs Magpies                          | 8 : 5         | Balmain Tigers                            | Sydney Sports Ground, Sydney Zuschauer: 29.122 Schiedsrichter: George Bishop |
| 18. September | Versuche: Hansen, Hudson Erhöhungen: Keato (1/2) | (3:5) Bericht | Versuche: Bourke Erhöhungen: Bourke (1/1) | Sydney Sports Ground, Sydney Zuschauer: 29.122 Schiedsrichter: George Bishop |

| 1  | William Keato  |
| 2  | Col Hudson     |
| 3  | Eric Bennett   |
| 4  | Lindsay Rodda  |
| 5  | Jack Lackey    |
| 6  | Frank Stanmore |
| 7  | Neville Hogan  |
| 8  | Peter McLean   |
| 9  | Don Milton     |
| 10 | Kevin Hansen   |
| 11 | Jack Walsh     |
| 12 | William Brown  |
| 13 | Bill Horder    |

| 1  | Dave Parkinson   |
| 2  | Leo Nosworthy    |
| 3  | George Williams  |
| 4  | Tom Bourke       |
| 5  | Mitchell Wallace |
| 6  | Bill Sneddon     |
| 7  | Des Bryan        |
| 8  | Jack Hampstead   |
| 9  | Sid Ryan         |
| 10 | Pat Madden       |
| 11 | Jim Thomson      |
| 12 | Bob Crane        |
| 13 | Jack Spencer     |